# アラゴン語
アラゴン語（アラゴンご、アラゴン語：l'aragonés、luenga aragonesa）は、イベリア半島のスペイン、アラゴン州で話されているロマンス語のひとつで、現在およそ1万1千人ほどの人々によって話されている。アルトアラゴン語（altoaragonés、高アラゴン語）やファブラ（fabla aragonesa）とも呼ばれる。主に州北部のラ・ハセタニア（西: La Jacetania ア:A Chacetania）、アルト・ガジェゴ（西: Alto Gállego ア:Alto Galligo）、ソブラルベ（両語とも:Sobrarbe）などの地区や、リバゴルサ（Ribagorza）地区の西部などで話され、その他の地区でもスペイン語の影響を強く受けてはいるが話されている。もっとも東の変種（ベナスケ渓谷Valle de Benasque）はカタルーニャ語の特徴も見られる方言連続体となっている。非アラゴン語地区へ移住したアラゴン語話者間の言語使用についてのデータについては不明である。また、この消滅危機言語を活性化するために新たに学習した「新話者」についてのデータも不明である。

## 名称
この言語のもっとも一般的で公式な名称はアラゴン語（l'aragonés）で、現地においても、また国際的にもこの名称で知られる。文献学の伝統では、ナバーラ・アラゴン語（navarroaragonés）とも呼ばれるが、この術語はもっぱら中世の言語についてのものである。現代の文献学ではそれぞれ中世ナバーラ語、中世アラゴン語と区別することも多い。
ファブラ・アラゴネサ（fabla aragonesa）または単にファブラ（fabla）は20世紀の最後の四半世紀に広まった名称で、これは西部の地域変種に対して使用されていたものである。
またアルト・アラゴン語（altoaragonés）とも呼ばれるが、この名称は現在主流とはなっていない。
2013年に採択されたアラゴン言語法ではピレネーおよび沿ピレネー地域の固有アラゴン語（Lengua aragonesa propia de las áreas pirenaica y prepirenaica）という語を使用している。
また、それぞれの地域においてはさまざまな変種を示す名称が使用されている。

## アラゴン語の歴史
アラゴン語の起源は8世紀にさかのぼり、ピレネー山脈でのラテン語方言の一つとして、バスク語のような言語を下層として形成された。初期のアラゴン王国（アラゴン、ソブラルベ、リバゴルサの三国からなる）は徐々に山地から南方へ拡張し、レコンキスタによってイスラム教徒をさらに南に押しやり、アラゴン語を広めた。
カタルーニャ諸国とアラゴン王国との連合により、12世紀にアラゴン連合王国が成立したが、カタルーニャとアラゴンの2地域の言語は統一されることはなかった。東ではカタルーニャ語、西ではアラゴン語が話され続けた。イスラム教徒から奪還した土地（バレアレス諸島やバレンシアの新王国）に広がっていったのは、カタルーニャ語のほうであった。アラゴン王国による南方へのレコンキスタはムルシア王国で終わり、ムルシアはハイメ1世によってアラゴン王女の持参金としてカスティーリャ王国に割譲された。
現在スペイン語と呼ばれるカスティーリャ語のこの地域への拡大と、トラスタマラ家がカスティーリャに起源を持つこととは、アラゴン語とカスティーリャ語との関係と強く結び付いており、やがてそのことはアラゴン語の暫時的な衰退をもたらすことになる。アラゴン語の歴史において転換点の一つとなったのは、15世紀にアラゴン王国の王にカスティーリャ王家（トラスタマラ家）出身のフェルナンド1世（アンテケーラのフェルナンドとして知られる）が選ばれたことであった。
アラゴンとカスティーリャが連合し、16世紀以降には次第に自治が認められなくなったため、アラゴン語は広く使われているにもかかわらず、地方での話し言葉に限定されるようになった。貴族階級はスペイン語を権力の象徴としたのである。アラゴン語への抑圧は、20世紀においてフランコ政権のもとで頂点を迎えた。学校でアラゴン語を話した生徒は体罰を受け、フランコ政権の言語政策によってスペイン語以外の言語を教えることは禁じられた。
1978年に承認された民主的な憲法は、アラゴン語による文学作品やアラゴン語の研究の増進をもたらした。しかし、この言語にとってあまりに遅すぎたであろう。

## 特徴
アラゴン語は、ピレネー山脈の南側で話されており、フランスに地理的に近いため、ガロ・ロマンス語との共通点を多く持つ。たとえば、複合完了時制を構成する助動詞はフランス語などと同様、averとestarを使い分ける。また、いわゆる繋辞動詞はestarのみで、この点もserとestarを使い分けるカスティーリャ語とは異なる。しかし、定冠詞はo、os、a、asで、イベリア半島西部のガリシア語、ポルトガル語と同じ形式となっている。

## 地域変種

アラゴン語の4地域変種グループ

地域変種（方言）の分類分けについて、最も受け入れられているのはフランチョ・ナゴーレによるもので、それによるとアラゴン語は4つの地域変種グループに分けられる：
- 西部方言（aragonés occidental）
- 中部方言（aragonés central）
- 東部方言（aragonés oriental）
- 南部方言またはソモンターノ方言（aragonés meridionalまたはsomontanés）

これらのグループは、それぞれが方言的特徴を有する変種の複合体で、コマルカや集落によってさらに下位の地域変種に分けられる。

## 表記

### 正書法
アラゴン語の表記についてはいくつか提案されている：
- 1987年のウエスカ表記法（grafía de Huesca de 1987）：この表記法は、アラゴン語復興運動においてもっとも支持されているが、全てのアラゴン語諸地域変種を考慮していないと指摘されている。1987年にウエスカで開催された第一回アラゴン語正常化会議で決定されたが、以前から幾人かの作家によって使用されていた表記法に類似したものであった。この表記法は、音素を反映したもので、ほぼ一貫した考え方が貫かれているが、語源については考慮されたものとはなっていなかった。例えば（スペイン語で以下のようにあらわされる文字は）、vとbはbで、ch、j、g(+e)、g(+i)はchで代表させている。また他にはスペイン語でのñやアクセントの使用法が採用された。2010年、第二回会議で設立されたアラゴン語アカデミア（アラゴン語版）は『暫定正書法試案』を出版した。このことを受けていくつかのグループや1987年表記法を使用する個人（スペイン語正書法に準じた正書法を使用する方言作家たちを含む）はアカデミアの正書法の使用に踏み切った。

- SLA表記法（Wikipedia:Biquiprochecto:Grafía/SLA）：アラゴン語協会（SLA）（アラゴン語版）によって2004年に制定。少数の使用にとどまっている。ウエスカ表記法が、スペイン語正書法に準じているとの理由で、それに代わるべく、カタルーニャ語やオクシタン語ともいくつかの共通性が認められる、伝統的な中世アラゴン語の表記法への回帰を志向した表記法である。例えば、中世アラゴン語では2つの音素として区別したvとbの区別や、同様に中世語では別の音素として区別されたch、j、g(+e)、g(+i)などの区別。ñで表される、硬口蓋鼻音音素のnyへの置き換え（中世語の表記法ではnyは現行のñよりその使用がより広範であった）。また、アクセント符号の使用もカタルーニャ語やオクシタン語に準じたものとなっている。

- アラゴン語アカデミア正書法：ウエスカ表記法やその対案としてのSLA表記法における一般性の欠如は、言語法の制定の必要性が認識されるようになり、第一回アラゴン語会議で制定された表記法を使用する多くのグループや個人と、ウエスカ表記法の使用を拒絶し続けた地域のグループや個人が、2005年にChuntos por l'Aragonés（「アラゴン語のためにともに」の意）と名付けられた運動を開始した。この運動の目的は言語の統一とアラゴン語のための統制機関設立のために第二回アラゴン語会議の開催を目指すものであった。この運動は2006年のアラゴン語アカデミアの設立へと実を結んだ。言語の正常化に関して様々な意見を有する人々によって構成されたこの新機関は、多くの人々によって受け入れられる正書法の発展のためと標準アラゴン語（variedad estandar）の制定のための多くの団体の意見を認めた。3年以上の期間を経て、2010年2月、最初の成果として『アラゴン語アカデミア暫定正書法試案』を世に問い、それをもとに同年6月には改訂版である『正書法試案』を発表した。この試案は、歴史的事実、アラゴン語アイデンティティ、一貫性、体系性および機能性を考慮したものとなった。この試案においては、まず語源および中世語（vとbの語源的区別や、nyの使用など）の形式が考慮された、が、いくつかの場合においては機能性（二重字母として、ch、j、g(+e)、g(+i)に対応するchの一般的使用）が優先された。そのほかの面では語形変化の一貫性や体系性（複数形などの動詞変化などで、共通アラゴン語では/θ/と発音され、リバゴルサ方言では/ts/で発音される字母tz）が重視された。

## 現在のアラゴン語
現在でも、アラゴン語はその中心地で母語として話されている。ピレネー山脈のアラゴン山地や、ソモンタノ、ソブラルベ、リバゴルサといった地区である。主要な都市や町にもアラゴン語の話者がいる。ウエスカ、モンソン、バルバストロ、サビニャニゴ、ハカ、アイェルベといった町である。
アラゴン語は、ウエスカ、サラゴサ、エヘアデロスカバリェロス、テルエルといった場所では第2言語としても学習されている。最近の調査では、話者はすべて合わせても3万人程度である。
カタルーニャ語との境界地域で話されているリバゴルサ方言は、カタルーニャ語との共通点もみられる。

## 文献
- 寺尾 智史「弱小の少数言語・アラゴン語が問いかけるもの−生き残りの可能性とその意味をめぐって−」『社会言語学 - ウェイバックマシン（2008年12月26日アーカイブ分）』VIII、2008年